# ويليام جرانت
ويليام جرانت (بالإنجليزية: William West Grant)‏ (و. 1846 – 1934 م) هو جراح، ومحاضر، من الولايات المتحدة الأمريكية، ولد في مقاطعة روسيل، توفي عن عمر يناهز 88 عاماً.

## التعليم
تعلم في Bellevue Hospital Medical College ‏، وتحصل منها على دكتور في الطب.